# Plaza de España (Santa Cruz de Tenerife)
Plaza de España je náměstí města Santa Cruz de Tenerife na Kanárských ostrovech ve Španělsku. Je to také největší náměstí Kanárských ostrovů.
Bylo vybudováno v roce 1929 na místě historické pevnosti Castillo de San Cristobal, určené k obraně ostrova proti pirátům. V současné době lze v tunelu pod náměstím vidět několik stěn, které se zachovaly z původního objektu.
Na tomto náměstí se nachází hlavní politické budovy ostrova - Cabildo de Tenerife a Palacio de la Carta, s náměstím sousedí další náměstí Plaza de la Candelaria.
V centru náměstí je velké umělé jezero a památník obětem španělské občanské války - Monumento a los Caídos.